# Shéhérazade (1971)
Shéhérazade ist ein französischer Fernsehfilm (1971) von Pierre Badel mit Claude Jade in der Titelrolle. Vorlage ist das gleichnamige Theaterstück von Jules Supervielle.

## Handlung
Sultan Shariar wurde von einer Frau betrogen und lässt seitdem jede seiner neuen Frauen nach der Hochzeitsnacht köpfen. Nun ist das Objekt seiner Begierde Sheherazade, die schöne und gutherzige Tochter des Großwesirs. Sheherazade ist schlau genug, dem Tod zu entkommen. Sie singt ihm Lieder vor und liest jede Nacht eine unvollendete Geschichte. Als Shariars Bruder Shazenaian eintrifft, verliebt sich auch dieser in Sheherazade. Der von Eifersucht gepackte Shariar bringt Sheherazade ins Gefängnis. Doch sie ruft ein fliegendes Pferd zu Hilfe und flüchtet…

## Produktion
Pierre Badel studierte in Zusammenarbeit mit den Technikern seines Teams die Takelage und die Dekoration, die im 16. Jahrhundert aus persischen Miniaturen von Behzad, einem Maler aus Bagdad, entworfen wurden. Mit Hilfe des Blue Screen Verfahrens fliegt so Claude Jade auf dem fliegenden Pferd durch den Nachthimmel und die Schauspieler agieren teilweise in einem persisch inspirierten Palast, der wie eine Puppenstube wirkt. Der Fernsehfilm hatte als Jahresend-Märchen seine Premiere am 30. Dezember 1971 im ORTF.